# Firodia Group
Die Firodia Group ist eine indische Unternehmensgruppe der Fahrzeugindustrie mit Sitz in Pune. Die Unternehmen der Firodia-Gruppe produzieren unter anderem motorisierte Zwei- und Dreiräder, Light Commercial Vehicles (Pick-ups, Vans), Geländewagen, Transporter, Kleinbusse, Lkw sowie Autoteile, daneben auch Aufzüge und Rolltreppen. Die Gruppe wird so nach der indischen Unternehmerfamilie Firodia benannt, die in leitenden Positionen beteiligter Unternehmen sitzt. Es gibt jedoch keine Firma namens Firodia, da es Familientradition ist, Unternehmen nicht nach Familienmitgliedern zu benennen.

## Geschichte
Navalmal Kundanmal Firodia (* 1910; † 1. Oktober 1995) gilt als Begründer der indischen Autoindustrie. Er war ein Anhänger der Freiheitsbewegung Gandhis gegen die britische Kolonialherrschaft, engagierte sich im passiven Widerstand wie der Nichtzusammenarbeits-Bewegung von 1932 sowie der „Quit India“-Bewegung von 1942 und wurde mehrfach inhaftiert. Seine Vision war Indien als eine unabhängige starke Industrienation. 1946 gründete er M/s. Jaya Hind Industries Limited. Das Unternehmen wuchs durch zahlreiche Joint-Ventures mit technologisch führenden Unternehmen der weltweiten Fahrzeugindustrie: 1950 gründete Navalmal Kundanmal Firondia mit der deutschen Vidal & Sohn ein Gemeinschaftsunternehmen zum Import der „Tempo Hanseat“ Dreiräder und Fahrgestelle für Autorikschas und Pickups. Als Vidal & Sohn später in Hanomag aufging, diese dann in Henschel, die wiederum in Daimler-Benz, aus der DaimlerChrysler entstand, setzte Firodia die Kooperation jeweils auch mit diesen Unternehmen fort. 1958 gründete Firodia das Joint-Venture Bajaj Tempo, das in Goregaon, einer Vorstadt von Mumbai, den „Tempo Hanseat“ in Lizenz nachbaute. 1962 war N.K. Firodia der Gründer von Kinetic Engineering. Firodia war es auch, der das von ihm so benannte Autorikscha zum kostengünstigen, öffentlichen, in Indien bahnbrechenden Verkehrsmittel entwickelte. Durch ein von ihm zum 1. Dezember 1947 gegründetes Gemeinschaftsunternehmen mit der Bachraj Trading Corporation, heutige Bajaj Auto, baute er die indische Autorikscha- und Motorroller-Industrie mit auf und trug von da an bis 1968 auch wesentlich zum Wachstum von Bajaj Auto bei. 1961 wurde in Akurdi bei Pune die erste Fabrik Indiens für Allrad-LCVs errichtet. 2003 gründete Bajaj Tempo ein Gemeinschaftsunternehmen mit der MAN Nutzfahrzeuge AG. Daraus entstand die heutige Force Motors.
N.K. Firodias Sohn Arun H. Firodia war 1974 Gründer der Kinetic Group. Seine Tochter Sulajja Firodia Motwani ist heute Joint Managing Director der Kinetic Engineering Ltd und Direktorin von Kinetic Motors. Ajinkya A Firodia ist Managing Director von Kinetic Engineering, Abhay Firodia ist Präsident und Managing Director von Force Motors. Auch andere Nachkommen sind in Unternehmen der Gruppe tätig.

## Konzernstruktur
Zur Firodia Group zählen unter anderem:
- Force Motors (größtes Unternehmen der Gruppe): produziert Dreiräder, Traktoren, Lieferwagen, Kleinbusse, Geländewagen und schwere Lkw.
- Kinetic Group: Produktionsstätten befinden sich in Koregaon Bhima, Ahmednagar und Pithampur. Marken sind unter anderem Luna, Nova 135, Zing, Velocity, Boss, Aquila, Comet. Es besteht eine technische Kooperation mit der südkoreanischen Hyosung Motors.
  - Kinetic Two Wheelers: das bisherige Flaggschiff der Kinetic-Gruppe produziert Zweiräder. 2009 von der ebenfalls indischen Mahindra-Gruppe übernommen.
  - Kinetic Motor Company: produziert und vertreibt Motorroller.
  - Kinetic Engineering Company: Motorräder, Mopeds, Motoren, Getriebe, Achsen usw.; beliefert unter anderem Tata Motors, Force Motors, MV Agusta, Tomos, Bombardier, Recreational products, Carraro, Visteon, GKN Rockford, Piaggio und Electrolux.
  - Kinetic Marketing Services ist für den Vertrieb zuständig.
  - Mahindra-Kinetic: Joint-Venture mit der Mahindra-Gruppe: produziert Motorroller, Motorräder und Mopeds.
  - Kinetic Auto Components: produziert Autoteile.
  - Kinetic Elevators and Escalators: Aufzüge und Rolltreppen; indischer Vertragspartner der koreanischen Hyundai Elevator Company.
  - Kinetic Communications: Ingenieurdienstleistungen (CAD/CAM/CAE).
  - Jaihind Sciaky: 1974 gegründetes Gemeinschaftsunternehmen mit Sciaky, größter indischer Hersteller von Widerstandsschweißgeräten.
  - JHS-Taigene: Gemeinschaftsunternehmen von Jaihind Sciaky mit Taigene, einem taiwanesischen Hersteller elektrischer Fahrzeugkomponenten.
  - ZF Steering Gear (India): ein Joint-Venture mit der Zahnradfabrik Friedrichshafen, produziert Lenkungssysteme.
  - Ducati Energia India: ein Joint-Venture mit Ducati, produziert Zündungen und andere elektrische Bauteile für Zweiräder
  - Kinetic Tools Services: stellt Werkzeuge her
  - Chrysalis Financial Service: Finanzdienstleister der Gruppe